# Pseudocella trichodes
Pseudocella trichodes is een rondwormensoort uit de familie van de Leptosomatidae. De wetenschappelijke naam van de soort is voor het eerst geldig gepubliceerd in 1849 door Leuckart.